# Otis Spann
Otis Spann (21. března 1930 Jackson, Mississippi, USA – 24. dubna 1970 Chicago, Illinois, USA) byl americký bluesový klavírista a zpěvák. V roce 1969 nahrál společné album se skupinou Fleetwood Mac s názvem The Biggest Thing Since Colossus. Dále spolupracoval například s T-Bone Walkerem nebo Muddy Watersem. Zemřel v roce 1970 ve věku čtyřiceti let, je pochován na Burr Oak Cemetery u města Alsip ve státě Illinois. V roce 1980 byl jako jeden z prvních posmrtně uveden do Blues Hall of Fame.

## Diskografie

### Sólová
- Otis Spann is The Blues (1960)
- Goodmorning Mr Blues (1963)
- The Blues is Where It's At (1963)
- The Blues of Otis Spann (1964)
- The Blues Never Die! (1964)
- Chicago/The Blues/Today! Vol.1 (1966)
- The Bottom of the Blues (1968)
- Cracked Spanner Head (1969)
- The Biggest Thing Since Colossus (1969) − spolu s Fleetwood Mac
- Cryin' Time (nahráno 1968, vydáno 1970)
- Walking The Blues (nahráno 1960, vydáno 1972)
- Last Call: Live at Boston Tea Party (nahráno 1970, vydáno 2000)
- Complete Blue Horizon Sessions (nahráno 1969, vydáno 2006)